# Narváez (Chiapas)
Narváez es una localidad del estado mexicano de Chiapas. Es parte del municipio de Chamula.

## Demografía
| Gráfica de evolución demográfica |
|                                  |

| Censo | Población |
| ----- | --------- |
| 1960  | 104       |
| 1970  | 479       |
| 1980  | 618       |
| 1990  | 923       |
| 2000  | 642       |
| 2010  | 1 207     |
| 2020  | 1 816     |